# Jean Oghassabian
Jean Oghassabian, né en 1954 à Beyrouth, est un homme politique libanais et un ancien officier de l’Armée libanaise (garde républicaine).
Indépendant des partis politiques arméniens, il intègre la vie politique en 2000 et est élu député libanais (Arménien orthodoxe) de Beyrouth sur la liste de l’ancien Premier ministre Rafiq Hariri. Il est réélu à ce poste en 2005 et en 2009.
Membre du Courant du Futur, Fouad Siniora le nomme ministre d’État au développement administratif au sein de son gouvernement formé en juillet 2005, puis ministre d'État sans portefeuille en juillet 2008.
Le 18 décembre 2016, il est nommé Ministre d'État chargé des affaires féminines par le Premier Ministre Saad Hariri.